# Amor e Responsabilidade
Amor e Responsabilidade é um livro escrito por Karol Wojtyła antes de se tornar o Papa João Paulo II e foi publicado originalmente em polaco em 1960. O livro é uma defesa dos ensinamentos tradicionais da Igreja sobre o casamento a partir de um ponto de vista filosófico novo.
O livro possui cinco capítulos, Um: A Pessoa e o Desejo Sexual; Dois: A Pessoa e o Amor; Três: A Pessoa e a Castidade; Quarto: Justiça para o Criador; Cinco: Sexologia e Ética.